# Intermeccanica Italia

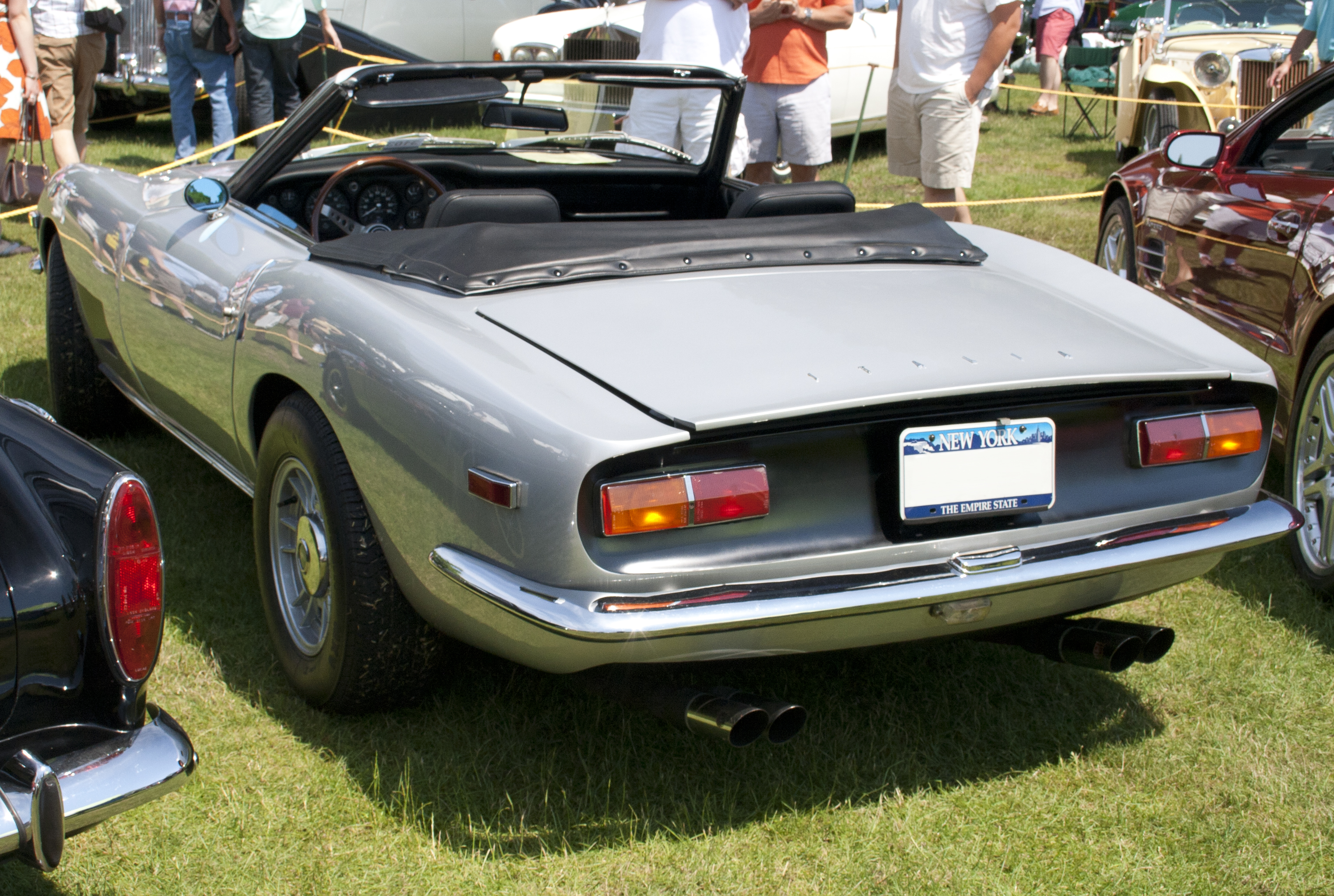
Heckansicht

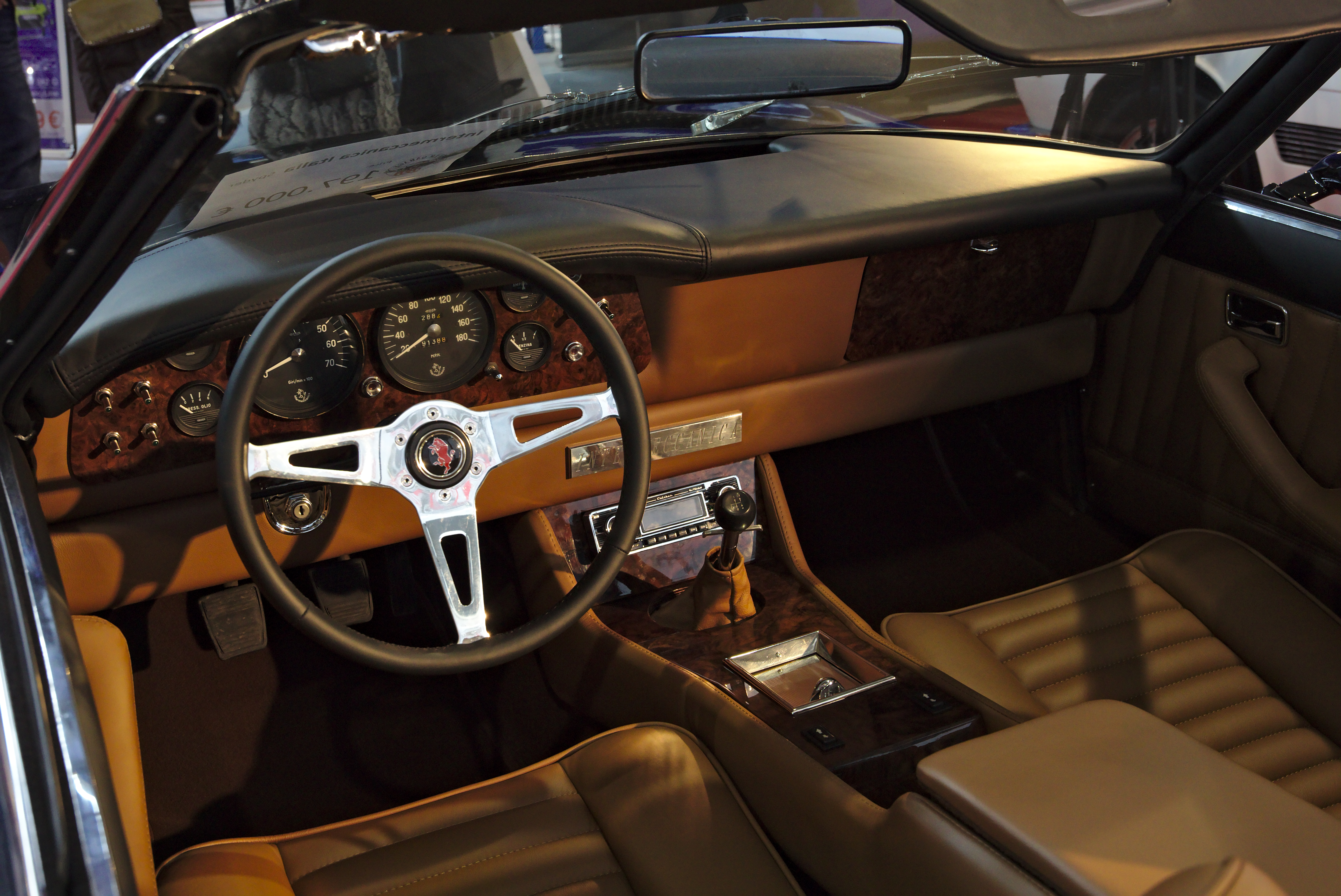
Innenansicht

Der Intermeccanica Torino und Intermeccanica Italia sind zweisitzige Sportwagen des italienischen Automobilherstellers Costruzione Automobili Intermeccanica, die zwischen 1968 und 1970 als Coupé und als Cabriolet angeboten wurden. Sie sind sogenannte Hybride, also Fahrzeuge, die eine europäische Karosserie mit amerikanischer Antriebstechnik verbinden. 

## Entwicklungsgeschichte
Das 1959 von Frank Reisner gegründete Turiner Unternehmen Intermeccanica hatte 1962 einen zweisitzigen Sportwagen entwickelt, der ab 1963 in kleiner Serie gebaut wurde. Intermeccanica lieferte die kompletten Wagen – allerdings ohne Antriebseinheit – bis 1965 an verschiedene kalifornische und texanische Betriebe, die sie mit Großserienmotoren von General Motors ausrüsteten und unter den Bezeichnungen Apollo GT und Vetta Ventura in Amerika verkauften. Nachdem nacheinander jeder der drei Partnerbetriebe Intermeccanicas in den USA zahlungsunfähig geworden war, kam es 1966 zu einem Neuanfang mit Jack Griffiths Unternehmen Griffith Motors, das bis dahin Autos von dem britischen Hersteller TVR bezogen hatte. Für Griffith entwickelte Intermeccanica einen neuen Sportwagentyp, der in den USA als Griffith 600 verkauft werden sollte. Dazu kam es nicht; nachdem nur sechs der 1000 geplanten Autos hergestellt worden waren, war auch Griffith insolvent. 1967 belebte Suspensions International das Projekt neu und nahm 33 Autos ab, die stilistisch unverändert als Omega GT verkauft wurden. Als auch dieses Projekt scheiterte, übernahm Intermeccanica die Rechte an der Konstruktion und stellte die Wagen künftig vollständig selbst her. 
Ab 1968 verkaufte Intermeccanica das Modell zunächst als Torino. Der Name sollte eine Reverenz an die Stadt des Herstellers sein. Da Ford allerdings diese Bezeichnung für eine Reihe eigener Mittelklassefahrzeuge hatte schützen lassen, musste Intermeccanica nach kurzer Zeit das Auto umbenennen. Ab 1969 hieß es schließlich Intermeccanica Italia. Beide Ausführungen unterscheiden sich kaum voneinander; außerdem sind Torino und Italia nahezu identisch mit dem Omega GT und dem Griffith 600.

## Modellbeschreibung
Die Intermeccanica Torino und Italia sind zweisitzige Coupés und Cabriolets. Das Karosseriedesign, das auf den Griffith 600 zurückgeht, war im Kern ein Entwurf des ehemaligen GM-Designers Robert Cumberford, den Franco Scaglione in Italien überarbeitet hatte. Von ihrem unmittelbaren Vorgänger, dem Omega GT, unterscheiden sich Torino und Italia in erster Linie durch seitliche Lufteintrittsöffnungen in den vorderen Kotflügeln. Intermeccanica übernahm vom Omega GT auch das Antriebskonzept, verwendete also einen 5,7 Liter großen Achtzylinder von Ford, der 310 SAE-PS leistete und über ein sehr hohes Drehmoment verfügte, während der Griffith einen ähnlich großen Motor der Chrysler-Marke Plymouth hatte verwenden sollen. Dadurch erhielt das leichte Auto eine außergewöhnliche Elastizität. Auto Motor und Sport ermittelte 1970 in einem Test, dass der Intermeccanica im vierten Gang den Geschwindigkeitsbereich von 22 km/h bis 220 km/h abdeckte.

## Produktion
Der Intermeccanica war – wie seine Vorgänger – zunächst primär für den Verkauf in den USA vorgesehen. Frank Reisner, der Inhaber des Unternehmens, konnte einen Händler gewinnen, der sich verpflichtete, etwa 100 Fahrzeuge pro Jahr auf dem amerikanischen Markt abzusetzen. Vom Intermeccanica Torino wurden bis zur Intervention des Ford-Konzerns 97 Autos hergestellt, von dem als Intermeccanica Italia bezeichneten Nachfolger entstanden nochmals 411 Fahrzeuge.
1970 begann Intermeccanica, die Coupés und Cabriolets auch auf dem europäischen Markt anzubieten. Den Vertrieb übernahm Erich Bitter, der zunächst die Entwicklung des auf Opel-Technik basierenden Intermeccanica Indra veranlasste und einige Jahre später mit dem Bitter CD ein eigenes, sehr ähnlich konzipiertes Auto herstellte.